# Plinio (personaje)
Manuel González, conocido como Plinio, es un personaje literario creado por el escritor español Francisco García Pavón. En la ficción es jefe de la Policía Municipal de Tomelloso (provincia de Ciudad Real), protagonista de varias novelas y numerosos relatos cortos, llevado a la televisión en 1972.
Plinio es considerado el pionero de la novela policíaca española, muy lejos de los estereotipos anglosajones. Es un personaje humano, complejo, sembrando el camino para posteriores investigadores compatriotas: el Carvalho de Manuel Vázquez Montalbán o el sargento Bevilacqua de Lorenzo Silva. Su método de trabajo está basado en la observación y en el "pálpito", especie de intuición y su sabiduría sobre el ser humano en general y de los convecinos en particular, con el que resuelve los grandes y pequeños crímenes de la localidad.

## Novelas y relatos con el personaje de Plinio
Obras ambientadas durante la dictadura de Primo de Rivera (1923-1930)
1. El Quaque (1953, revista Ateneo), relato (recogida en 1955 en el volumen Las campanas de Tirteafuera y en 1970 en Nuevas historias de Plinio).
2. Los carros vacíos (1965, Alfaguara), novela corta (recogida en 1970 en el volumen Nuevas historias de Plinio).
3. Los jamones (1965, Destino), relato (recogida en 1965 en el libro de relatos Los liberales y en 1970 en el volumen Nuevas historias de Plinio).
4. Historias de Plinio (1968, Plaza & Janés), 2 novelas cortas:
  - El Carnaval (1968), novela corta.
  - El charco de sangre (1968), novela corta.

Obras ambientadas en Tomelloso durante la dictadura de Francisco Franco (1939-1975)
1. El reinado de Witiza (1968, Destino), novela. Finalista del Premio Nadal de 1967.
2. El rapto de las Sabinas (1968, Destino), novela. Premio de la Crítica de narrativa de 1969.
3. Las Hermanas Coloradas (1969, Destino), novela. Premio Nadal de 1969.
4. Nuevas historias de Plinio (1970, Destino), 1 novela corta y 2 relatos ya publicados anteriormente, y 5 relatos inéditos:
  - novela corta ya publicada: "Los carros vacíos".
  - relatos ya publicados: "El Quaque", "Los jamones".
  - relatos inéditos: "El huésped de la habitación número cinco", "El caso de la habitación soñada", "Echaron la tarde a muertos", "Las desilusiones de Plinio" y "Muerte y blancura de Baudelio Perona Cepeda".
5. Una semana de lluvia (1971, Destino), novela.
6. Vendimiario de Plinio (1972, Destino), novela.
7. Voces en Ruidera (1973, Destino), novela.
8. El último sábado (1974, Destino), 10 relatos inéditos:
  - relatos: "El último sábado", "Las fresas del Café Gijón", "Los sueños del hijo de Pito Solo", "Fecha exacta de la muerte de Polonio Torrijas", "Sospechas anulares de Plinio", "La esquela mortuoria", "Detalles sobre el suicidio de Arnaldo Panizo", "Un crimen verdaderamente perfecto", "Una tarde sin faena de Plinio y don Lotario" y "La bella comiente".
9. Otra vez domingo (1978, Sedmay), novela.
10. El caso mudo y otras historias de Plinio (1980, Alce), 1 relato inédito, y 1 novela corta y 7 relatos ya publicados anteriormente.
  - relato inédito: "El caso mudo".
  - novela corta ya publicada: "Los carros vacíos".
  - relatos ya publicados: "El Quaque", "Los jamones", "El huésped de la habitación número cinco", "El caso de la habitación soñada", "Echaron la tarde a muertos", "Las desilusiones de Plinio" y "Muerte y blancura de Baudelio Perona Cepeda".
11. El hospital de los dormidos (1981, Cátedra), novela.
12. Cuentos de amor... vagamente (1985, Destino), 2 relatos inéditos:
  - relatos: "Pan caliente y vino fuerte, mi muerte" y "El roncador".

Compilaciones
- Plinio, casos célebres (2006, Destino), incluye 3 novelas ("Las Hermanas Coloradas", "El reinado de Witiza" y "El rapto de las Sabinas") y un libro de relatos ("El último sábado").
- Plinio. Primeras novelas (2007, Rey Lear), incluye sus 3 primeras novelas cortas de 1965 a 1968 ("Los carros vacíos", "El Carnaval" y "El charco de sangre").
- La cocina de Plinio (2009, Rey Lear), libro de cocina con todas las recetas que aparecen en sus obras (recetas del cocinero Miguel López Castanier, edición de su hija Sonia García Soubriet e ilustraciones de Kim).
- Plinio. Todos los cuentos (2010, Rey Lear), incluye todos sus relatos.